# Problema de Fagnano

Triángulo órtico:
Triángulos inscritos:

En geometría, el problema de Fagnano es una cuestión en la que se plantea que: 
| Para un triángulo agudo determinado, determínese el triángulo inscrito de perímetro mínimo |

## Historia
Este problema de optimización fue ideado por el matemático italiano Giovanni Fagnano en 1775. La prueba original de Fagnano utilizó métodos de cálculo infinitesimal y un resultado intermedio dado por su padre Giulio Carlo de' Toschi di Fagnano. Más tarde, sin embargo, también se descubrieron varias pruebas geométricas, entre otros por Hermann Amandus Schwarz y Lipót Fejér. Estas pruebas usan las propiedades geométricas de las reflexiones para determinar una ruta mínima que represente el perímetro.

## Principios físicos
Se encuentra una solución para una analogía física imaginando colocar una banda elástica que sigue la ley de elasticidad de Hooke alrededor de los tres lados de un marco triangular {\displaystyle ABC}, de modo que pueda deslizarse suavemente. Luego, la banda de goma terminaría en una posición que minimiza su energía elástica y, por lo tanto, minimiza su longitud total. Esta posición proporciona el triángulo perimetral mínimo.
La tensión dentro de la banda de goma es la misma en todas partes en la banda de goma, por lo que en su posición de descanso, se tiene por el teorema de Lami que
{\displaystyle \angle bcA=\angle acB,\angle caB=\angle baC,\angle abC=\angle cbA}

Triángulo abc es el triángulo órtico del triángulo ABC

Por lo tanto, este triángulo mínimo es el triángulo órtico.

## Solución
El triángulo órtico, con vértices en los pies de las alturas de un triángulo dado, tiene el perímetro más pequeño de todos los triángulos inscritos en un triángulo agudo. Por lo tanto, es la solución del problema de Fagnano.